# Pauesia anatolica
Pauesia anatolica is een insect dat behoort tot de orde vliesvleugeligen (Hymenoptera) en de familie van de schildwespen (Braconidae). De wetenschappelijke naam van de soort werd voor het eerst geldig gepubliceerd door Michelena, Assael & Mendel in 2005.